# Narrandera
Narrandera is een plaats in de Australische deelstaat New South Wales en telt 4119 inwoners (2001).